# 地御前神社
地御前神社（じごぜんじんじゃ）は、広島県廿日市市地御前にある神社。

## 概要
厳島の対岸に位置し、厳島神社の外宮として建立された神社とされ、厳島神社と深い結びつきのある神社である。
創建は厳島神社と同時と伝える。記録に現れるのは平安時代の末で、仁安3年（1168年）の「伊都岐島社神主佐伯景弘解」に19の神殿舎屋のあったことが記されている。

## 境内
- 本殿 - 五間社（背面六間）流造、宝暦10年（1760年）再建[2]。
- 客人宮本殿 - 三間社流造、宝暦10年（1760年）再建[2]。
- 拝殿 - 入母屋造、大正3年（1914年）再建[2]。
- 鳥居 - 明治31年（1898年）建立。

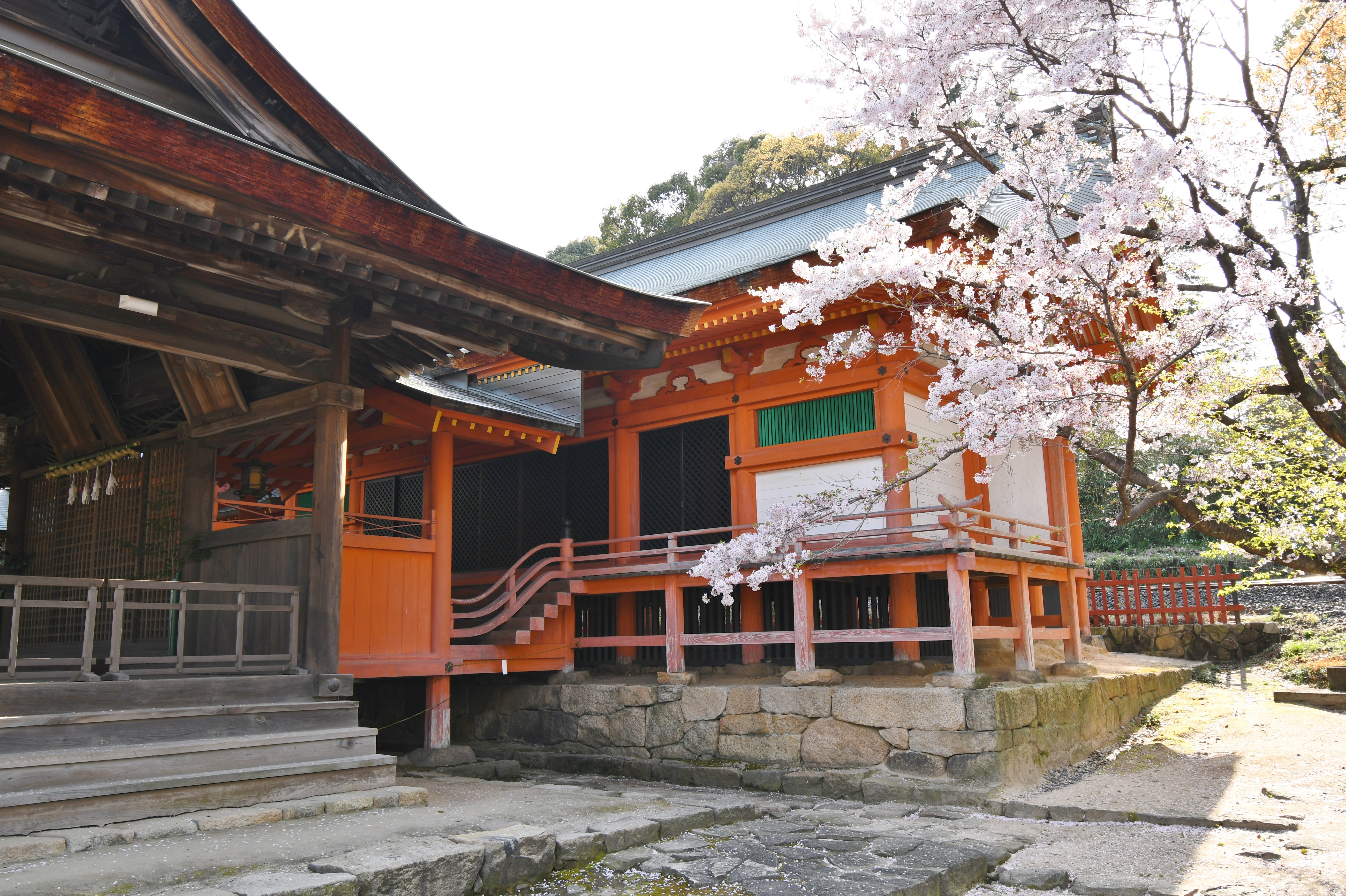
本殿
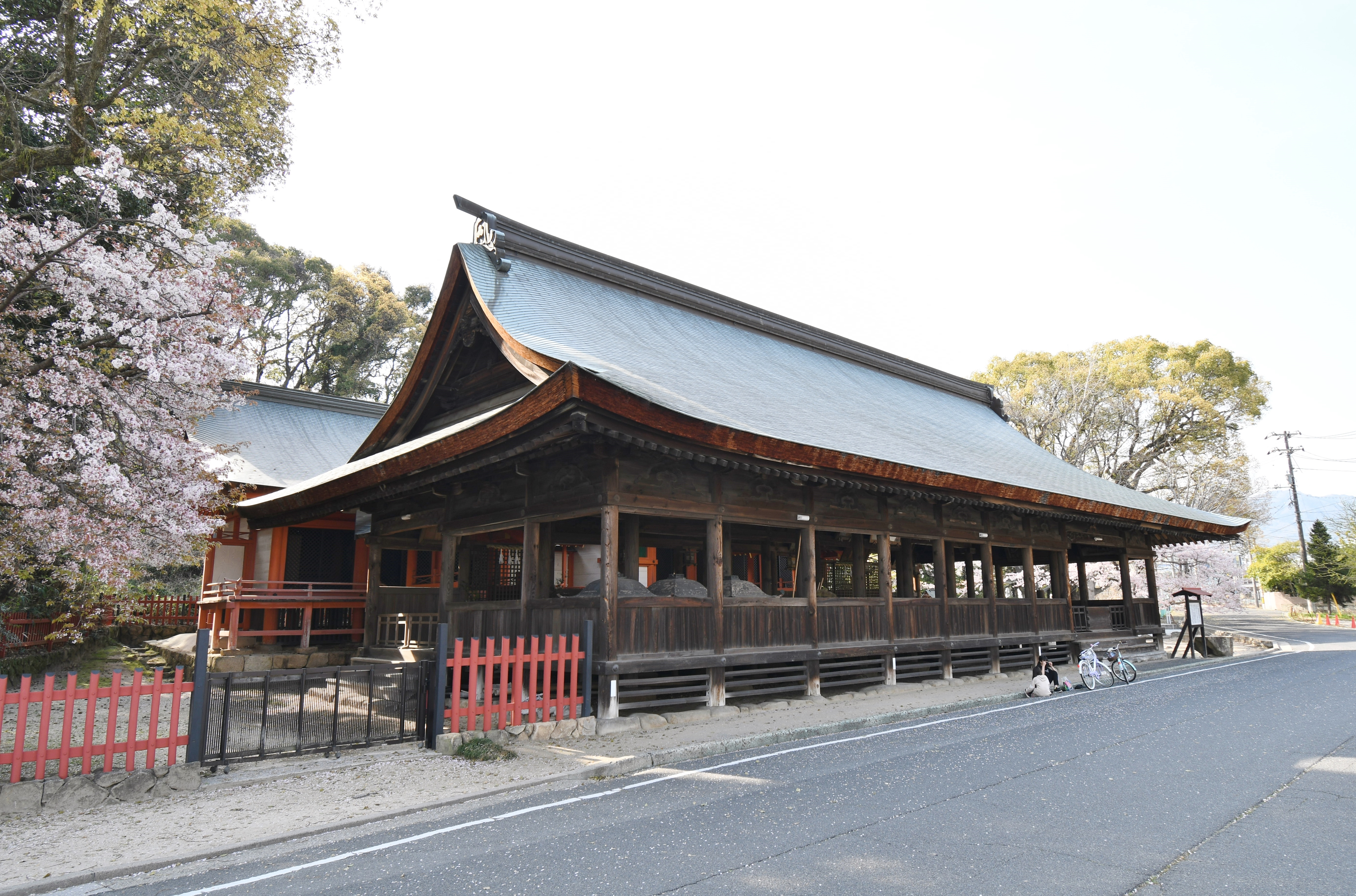
拝殿
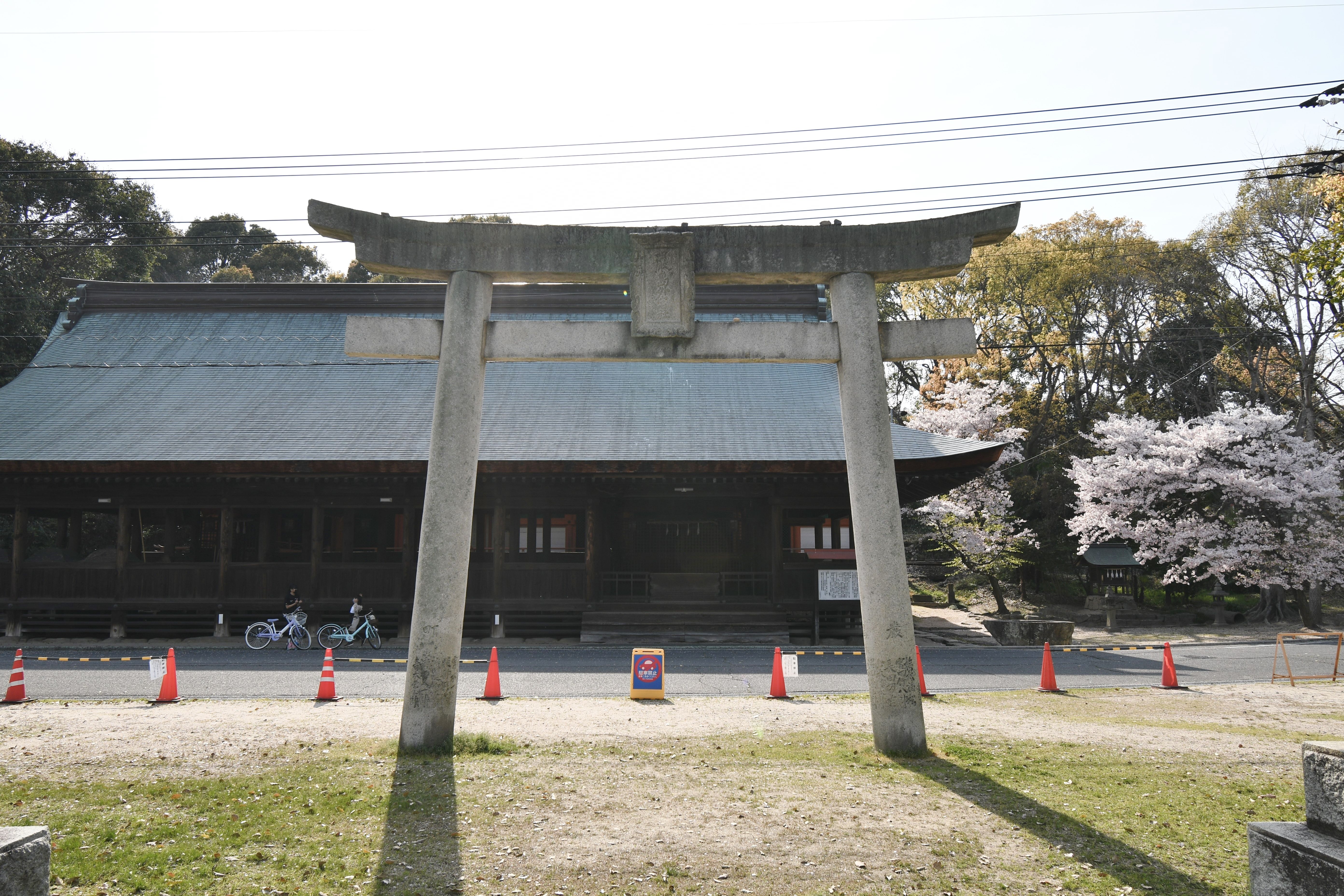
鳥居

## 摂末社

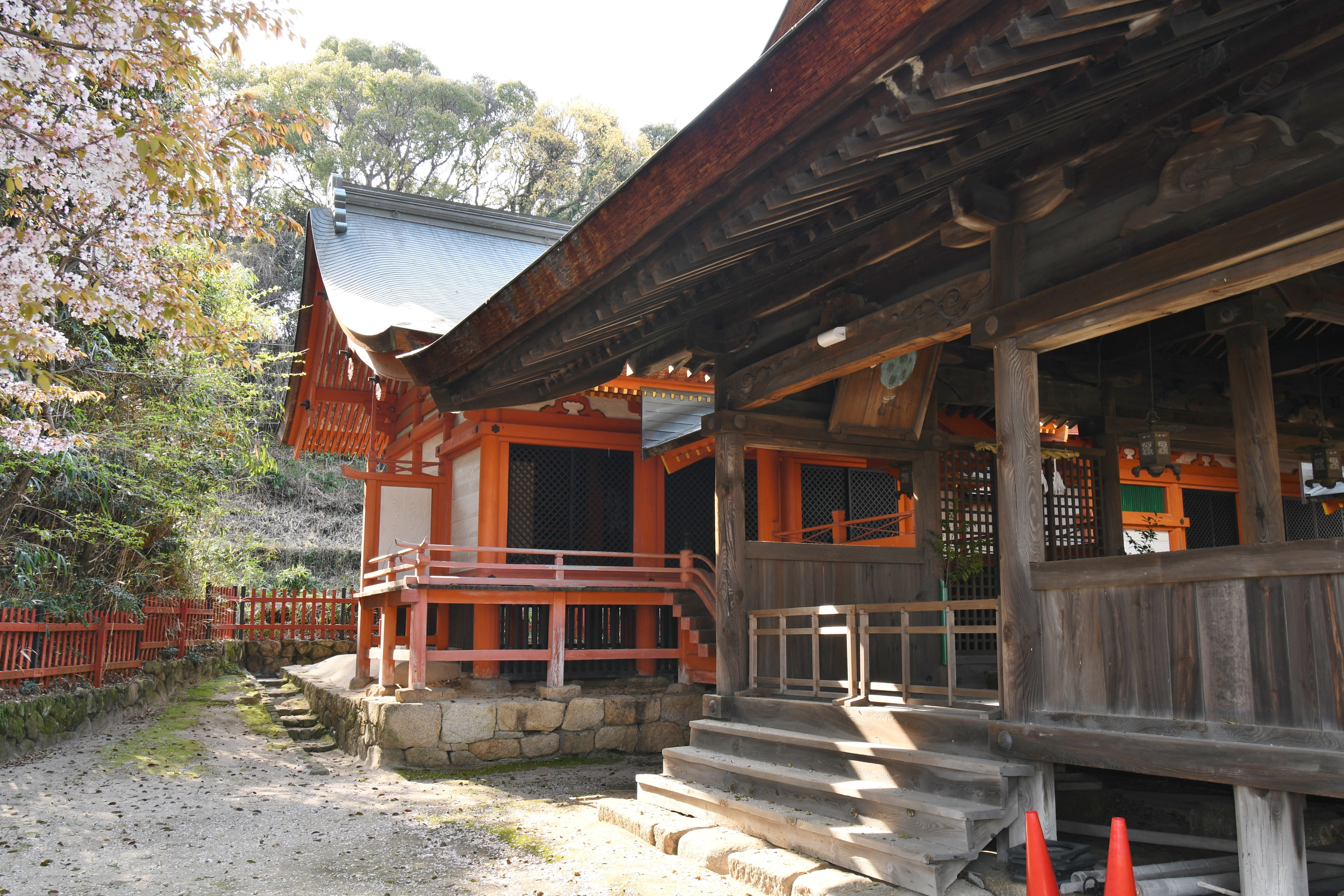
客人宮
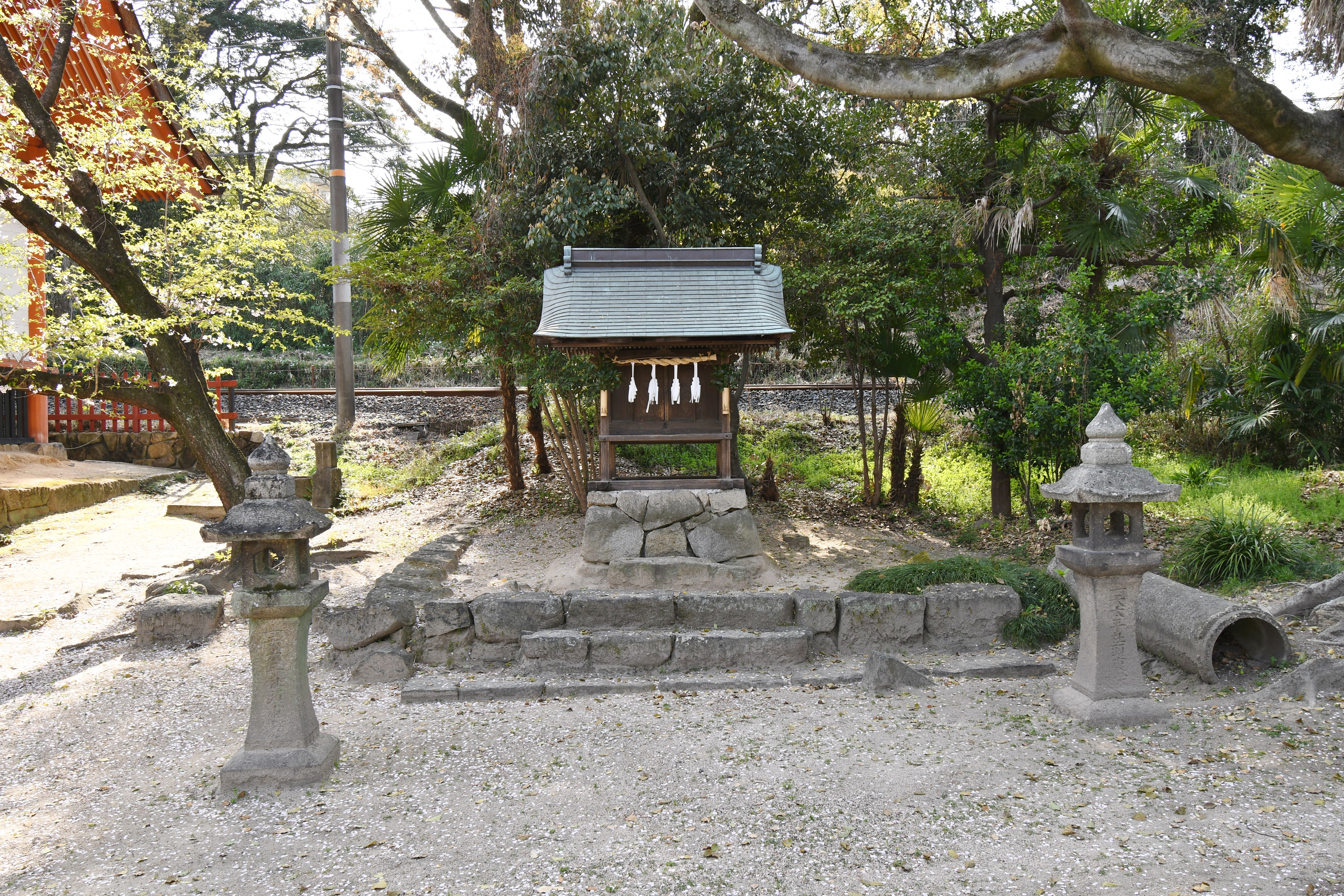
末社胡子神社

- 客人宮
- 胡子神社

## 祭事
旧暦5月5日に御陵衣祭で流鏑馬と舞楽が行われる。旧暦6月17日には厳島神社から船を迎える管絃祭が行われる。

## 現地情報
所在地
- 広島県廿日市市地御前5丁目17[1]

交通アクセス
- 山陽自動車道（広島岩国道路） 廿日市ICから車で約10分
- 広島電鉄宮島線地御前駅から徒歩約10分[1]
- 廿日市さくらバス「地御前神社前」バス停から徒歩約1分[1]

周辺
- 地御前漁港